# Allisonella
Allisonella es un género de bacterias gram-negativas, de forma ovoide, productoras de histamina y inmóviles de la familia de Veillonellaceae con una especie conocida (Allisonella histaminiformans). Allisonella lleva el nombre del microbiólogo estadounidense M. J. Allison.